# Карачобан
Карачобан (тур. Karaçoban) — город и район в провинции Эрзурум (Турция).